# Кристалохімія мінералів
Кристалохімія мінералів — розділ кристалографії, який вивчає закономірності зв'язків між хімічним складом, структурою, властивостями і морфологією кристалічних речовин, а також процеси і закони їх утворення.

## Завдання
Визначення структури речовин та класифікація їх, типів хімічних зв'язків між структурними одиницями, радіусів атомів та іонів, залежності фізико-хімічних властивостей від структури і типу хімічного зв'язку, енергії кристалічних ґраток, а також вивчення ізоморфізму, поліморфізму тощо. Кристалохімія мінералів тісно пов'язана з хімією, кристалофізикою й мінералогією.

## Дослідження
Систематичні дослідження структури кристалів почалися після відкриття 1912 явища дифракції рентгенівського проміння в кристалічних ґратках. Основою для визначення структури речовини є теорія просторових груп симетрії, розроблена Є. С. Федоровим.

## Методи
Основні методи визначення структури — рентгеноструктурний, електронографічний, нейтронографічний, хімічні і комплекс фізичних методів. Розвивається новий напрям Кристалохімії мінералів — геокристалохімія, яка розглядає еволюцію мінералів у гірських породах різних геологічних формацій. Кристалохімії мінералів належить велика роль у розв'язанні проблем синтезу речовин з заданими властивостями, що має велике значення для створення нових матеріалів, які застосовують у сучасній техніці.